# Raciborski okręg zamkowy
Raciborski okręg zamkowy – istniejący od końca XIV wieku do 1743 roku urząd administracji średniego szczebla z siedzibą na zamku w Raciborzu. Obszar okręgu był nieco mniejszy od obszaru dawnej kasztelanii raciborskiej i wynosił około 1040 km², obejmując tereny wokół Raciborza, Rybnika i Żor. Okręg zamkowy podlegał staroście okręgowemu (zamkowemu), który określany był w źródłach jako capitaneus in Ratibor (w źródłach łacińskich), Hauptman zu Ratibor, Kreishauptman zu Ratibor (w źródłach niemieckich), starosta Ratiborsky, heytman Ratiborsky i heytman zamku Ratiborskeho (w źródłach czeskich).
Okręg został powołany w 1383 roku, lub krótko przed tym rokiem w wyniku reformy przeprowadzonej przez Jana I Przemyślidę. Został zlikwidowany w 1743 roku wraz z zajęciem jego obszaru przez Prusy i utworzeniem powiatu raciborskiego.

## Starostowie raciborscy
Początkowo starostowie powoływani byli przez władców tych ziem, a po 1557 roku kompetencje te przejął sejmik księstwa opolsko-raciborskiego. W 1604 roku urząd starosty przeszedł w ręce panów von Mettich, którzy wykupili okręg zamkowy za 116 000 florenów. W roku 1642 dobra te przeszły w ręce Oppersdorfów za sprawą ich kupna przez Jerzego III von Oppersdorfa za kwotę 130 000 talarów i 36 groszy. W 1712 roku zakupił je baron Karl Heinrich von Sobeck. Przedstawiciele tej rodziny nie sprawowali już jednak urzędu starosty, a funkcję tę przejął hrabia Karl Gabriel Wengerski z Rybnika. Jego następcą, a zarazem ostatnim starostą okręgu zamkowego był jego syn, Franz Karl Wengerski, który pełnił tę funkcję do momentu likwidacji okręgu.
Pierwszym zapisanym w źródłach starostą raciborskiego okręgu był Jan Scheliga z Łan, występujący w dokumencie z 1383 roku. Kolejnymi starostami byli: Ferkecz z Międzyrzecza (1408), Ścibor z Langendorfu (1413–1416), Paweł z Zatora (1416, 1422), Stefan Rasicz (1420), Jakub Ruben z Rakowa (1428, 1437–1440), Tomasz z Merkelsdorfu (1435), Mikołaj Smolecki (1452–1454), Maciej z Raszczyc i Żytnej (1457–1467), Jan Dolański z Jejkowic (1450–1451, 1453, 1455–1456, 1458–1463), Girzyk, czyli Jerzyk z Dzierżysławia (1457), Pasek (1464), Jan z Ssynowicz, czyli z Szonowic (1479), Waniek z Jankowic (1480), Bartosz Zdarse z Chobolic (1480, 1482), Jan Dolański z Jejkowic (1481, 1483), Mikołaj Siemoradzki (1489–1495), Kaspar z Zenbergu (1500–1504), Wojtek Kolenda vel Colenda (1505), Jakub z Żor (1505–1506), Mikołaj Kasza vel Kasse z Jankowic (1510), Zdzisław Holy z Ponięcic (1515), Girzyk Stosz z Twaruszkowa występujący równolegle z Girzykiem, czyli Jerzykiem z Kladrub w dokumencie z 9 kwietnia 1526 roku, Szczęsny, czyli Feliks Moszczowski z Morawczyna (1539), Jan Machowski z Machowa (1547), Jan Czepla vel Czapla z Bełku (1555), Wacław Wraniński z Wronina (1561), Samuel Lasota vel Lessota ze Szczeblowa (1574–1595), Jarosław Lasota (1595–1603), Salomon (Salomo) Löwe (1603–1604), Baltazar von Mettich, Jerzy von Mettich, Jan Krzysztof von Mettich, Wolf Mikołaj von Mettich (1633–1636), Jerzy III von Oppersdorf, Ferdynand von Oppersdorf, Karl Gabriel Wengerski, Franz Karl Wengerski.